# Nuskova
Nuskova (Hongaars: Dióslak, Duits: Rotterberg of Rottenberg) is een plaats in Slovenië en maakt deel uit van de gemeente Rogašovci in de NUTS-3-regio Pomurska. De plaats telde 266 inwoners op 1 januari 2020.